# Aporos
Un aporos (en grec byzantin ἄπορος/áporos), littéralement une personne « sans moyens », désigne dans la documentation réglementaire et fiscale byzantine un paysan dépourvu des moyens nécessaires pour cultiver la terre, c'est-à-dire sans bêtes de trait. Dans le Code rural au VIIIe siècle, les paysans aporoi sont présentés comme devant faire appel à d'autres paysans pour cultiver leurs terres faute d'avoir les moyens suffisants. Dans les documents fiscaux du XIIe siècle, le terme aporos apparaît pour désigner la catégorie de parèques la plus pauvre, dont l'évaluation fiscale se situait autour de 3 nomismata environ.